# Karen Roberts
Karen Ann Roberts (Reading, 26 de octubre de 1976) es una deportista británica que compitió en judo. Ganó una medalla de bronce en el Campeonato Mundial de Judo de 1999 y una medalla de plata en el Campeonato Europeo de Judo de 2002.

## Palmarés internacional
| Campeonato Mundial | Campeonato Mundial       | Campeonato Mundial | Campeonato Mundial |
| Año                | Lugar                    | Medalla            | Categoría          |
| ------------------ | ------------------------ | ------------------ | ------------------ |
| 1999               | Birmingham (Reino Unido) | Medalla de bronce  | –63 kg             |
| Campeonato Europeo |                          |                    |                    |
| Año                | Lugar                    | Medalla            | Categoría          |
| 2002               | Maribor (Eslovenia)      | Medalla de plata   | –63 kg             |